# مخطط البحرين

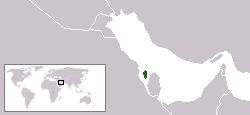
موقع البحرين

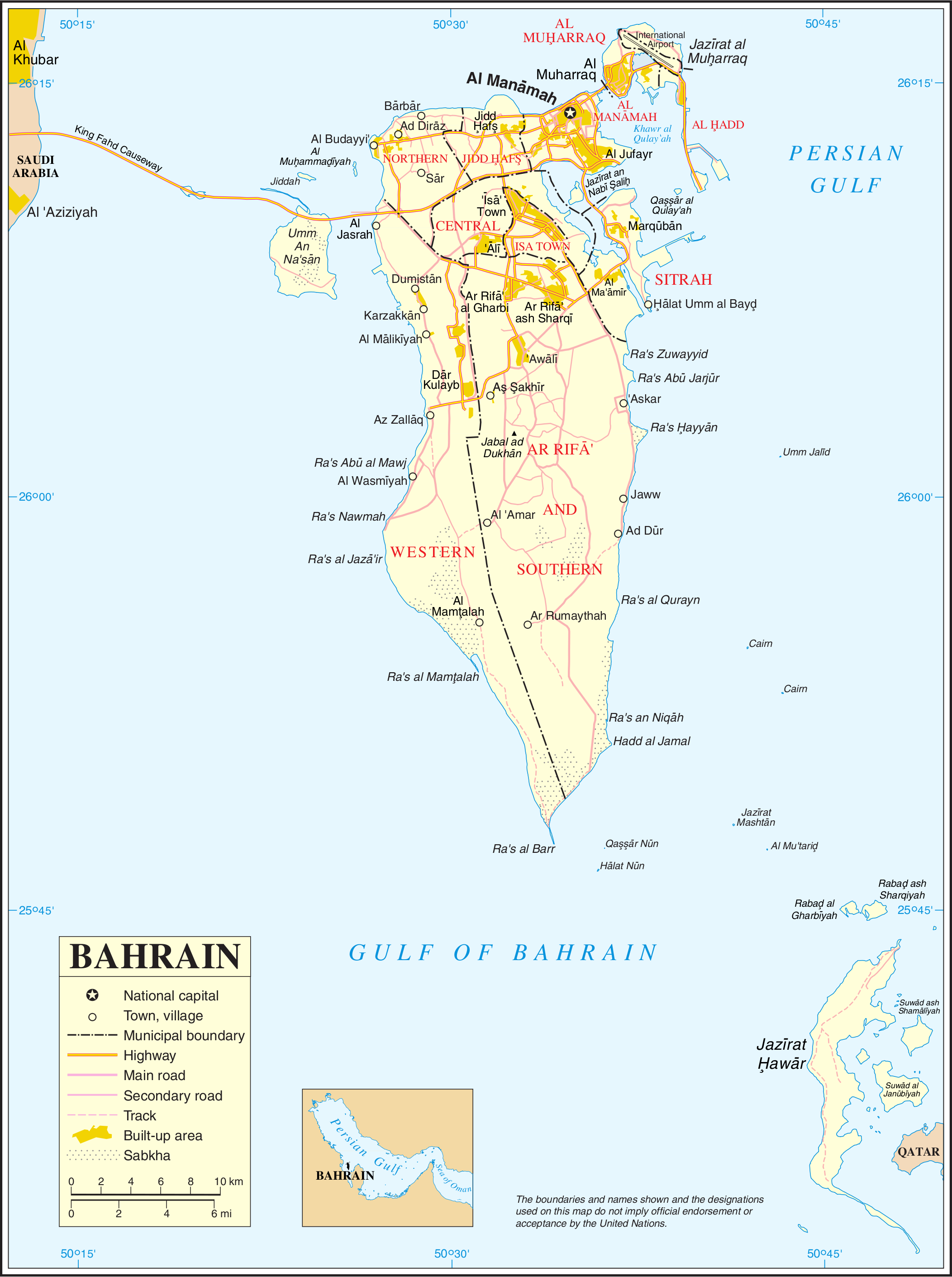
خريطة مُكبرة لمملكة البحرين

في هذا المخطط التالي عرض عام ودليل موضوعي للبحرين:
البحرين – دولة جزرية إسلامية ذات سيادة تقع في الخليج العربي. أصبحت البحرين محمية تابعة للمملكة المتحدة في أواخر القرن التاسع عشر، تبعاً لمعاهدات متتالية مع البريطانيين. أعلنت البحرين استقلالها في 1971، بعد انسحاب البريطانيين من المنطقة في أواخر الستينيات. كما أعلنت نفسها «مملكة» في 2002، بعد أن كانت دولة سابقاً. وشهدت البلاد احتجاجات منذ أوائل 2011، مستوحاة من الربيع العربي الإقليمي، وخاصة من قبل الأغلبية الشيعية.

## مرجع عام
- الاسم الشائع للدولة: البحرين
- الاسم الرسمي للدولة: مملكة البحرين
- الاسم الرسمي للدولة بالإنجليزية: (Kingdom of Bahrain)
- الجنسية: بحريني
- أصل التسمية: اسم البحرين
- التصنيفات الدولية للبحرين
- رموز الدول حسب المعيار الدولي أيزو: BH, BHR, 048
- رموز المناطق حسب المعيار الدولي أيزو: أيزو 3166-2:BH
- النطاق الأعلى في ترميز الدولة على الإنترنت: .bh

## جغرافيا البحرين
جغرافيا البحرين
- البحرين هي: دولة جزرية
- الموقع:

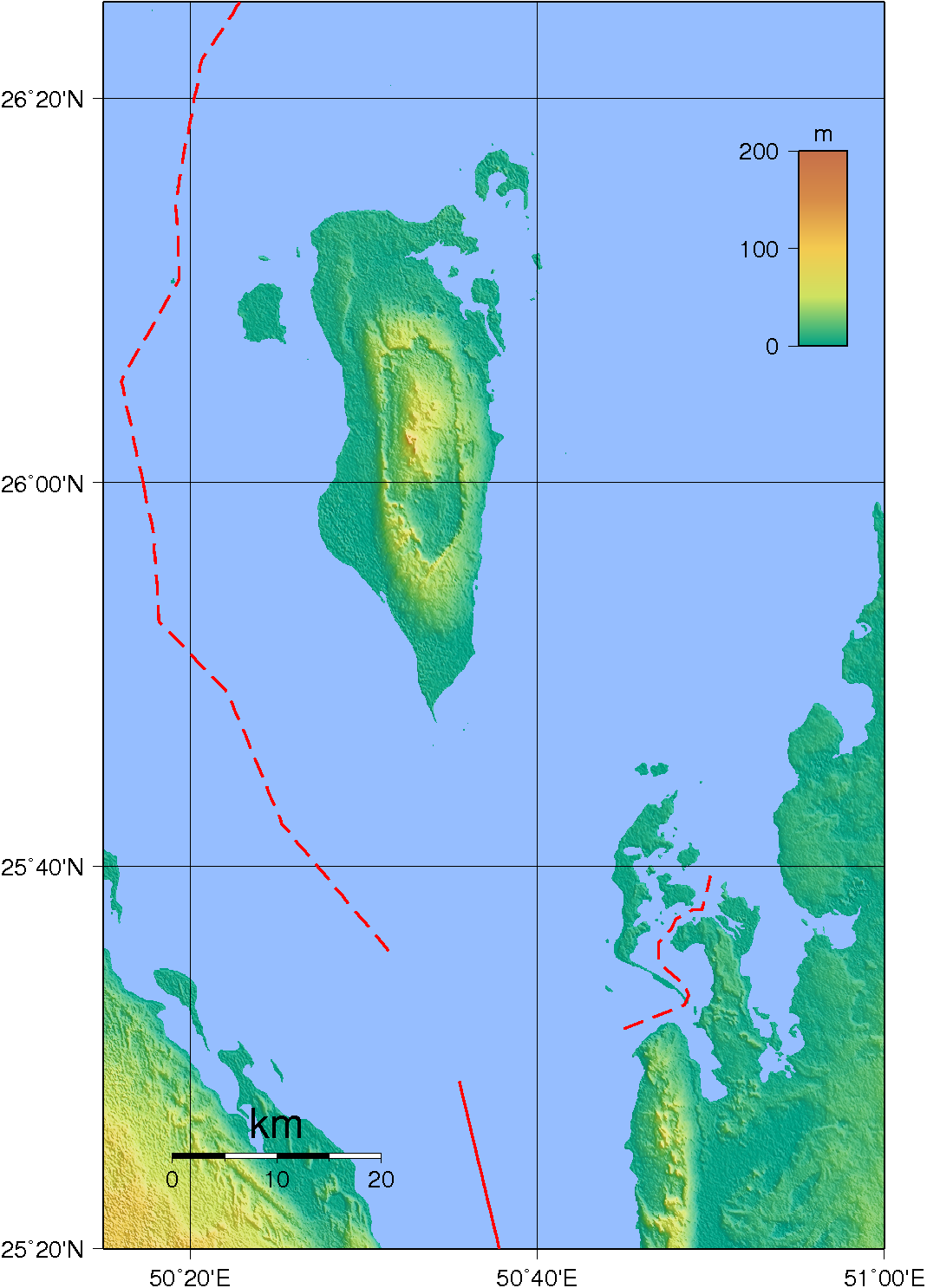
خريطة طبوغرافية للبحرين

  - نصف الأرض الشمالي ونصف الأرض الشرقي
  - المحيط الهندي
    - الخليج العربي

  - أوراسيا
    - آسيا
      - جنوب غرب آسيا

  - الشرق الأوسط
    - خليج البحرين

  - المنطقة الزمنية: ت ع م+03:00
  - نقاط البحرين القصوى
    - أعلى: جبل الدخان 122 م (400 قدم)
    - أدنى: الخليج العربي 0 م

  - الحدود البرية: لا يوجد
  - الساحل: 161 كم
- سكان البحرين: 1,588,670 (2024)[2] - الدولة رقم 149 من حيث عدد السكان
- مساحة البحرين: 665 كم² (257 ميل مربع) - الدولة رقم 189 من حيث المساحة
- أطلس البحرين

### بيئة البحرين

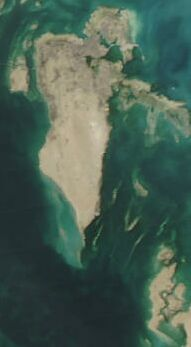
صورة بالقمر الصناعي للبحرين

- مناخ البحرين
- الطاقة المتجددة في البحرين
- جيولوجيا البحرين[الإنجليزية]
- المحميات الطبيعية في البحرين
  - محميات المحيط الحيوي في البحرين
  - المتنزهات الوطنية في البحرين
- الحياة البرية في البحرين
  - حيوانات البحرين
    - طيور البحرين
    - ثدييات البحرين

#### المعالم الجغرافية الطبيعية للبحرين
- شواطئ البحرين
- خليج البحرين
- جبال البحرين
  - جبل الدخان
- جزر البحرين
  - جزر أمواج
  - جزر حوار
- بحيرات البحرين: لا يوجد
- أنهار البحرين: لا يوجد
  - شلالات البحرين: لا يوجد
- وديان البحرين
- مواقع التراث العالمي في البحرين
  - مدافن دلمون
  - مسار اللؤلؤ في البحرين
  - قلعة البحرين – كانت عاصمة دلمون، إحدى أهم الحضارات القديمة في المنطقة. تحتوي على أغنى بقايا هذه الحضارة، والتي لم تكن معروفة حتى اليوم إلا من خلال المراجع السومرية المكتوبة.

### مناطق البحرين
مناطق البحرين السابقة
- المنطقة الغربية
- المنطقة الوسطى
- منطقة الشمالية

##### مدن البحرين
- قائمة مدن البحرين
  - عالي
  - عراد
  - البديع
  - البسيتين
  - الدور
  - مدينة حمد
  - الحد
  - مدينة عيسى
  - جد حفص
  - المالكية
  - المنامة
  - المحرق
  - الرفاع
- البلديات السابقة في البحرين

### التركيبة السكانية للبحرين
سكان البحرين

## الحكومة والسياسة في البحرين
سياسة البحرين
- شكل الحكومة: ملكية دستورية
- عاصمة البحرين: المنامة
- الانتخابات في البحرين
- الأحزاب السياسية في البحرين
- محاولة انقلاب 1981 في البحرين
- الانتفاضة التسعينية
- عادل المعاودة
- جمعية المنبر الوطني الإسلامي
- جمعية المنتدى
- جمعية الوفاق
- أليس سمعان
- علي أحمد
- علي مطر
- علي سلمان
- جمعية الأصالة الإسلامية
- مركز البحرين لحقوق الإنسان
- حركة أحرار البحرين
- الجمعية البحرينية لحقوق الإنسان
- جمعية البحرين لمراقبة حقوق الإنسان
- حوار التوافق الوطني
- المعارضة البحرينية
- تقرير البندر
- قاطعوا بتلكو
- دستور البحرين
- مجلس الشورى البحريني
- مجلس النواب البحريني
- كتلة الاقتصاديون
- فيصل فولاذ
- معاملة المثليين في البحرين
- الجبهة الإسلامية لتحرير البحرين
- جاسم السعيدي
- مجيد كريمي
- خليفة الظهراني
- لولوة العوضي
- محمد خالد إبراهيم
- ميثاق العمل الوطني في البحرين
- المجلس الوطني البحريني
- حركة العدالة الوطنية
- المجلس الأعلى للمرأة
- حقوق المرأة السياسية في البحرين
- قانون النقابات العمالية

### الليبرالية في البحرين
- جمعية المنتدى
- سوسن الشاعر
- هيا راشد آل خليفة
- جمعية البحرين لمراقبة حقوق الإنسان
- كتلة الاقتصاديون
- لنا الحق
- حقوق المرأة السياسية في البحرين